# فلاح دبشه الماجدی
فلاح دبشه الماجدی (انگلیسی: Falah Al-Majidi؛ زادهٔ ۱۳ نوامبر ۱۹۷۰) بازیکن فوتبال اهل کویت بود.
وی همچنین در تیم‌های ملی فوتبال زیر ۲۳ سال کویت، کویت، و ساحلی کویت بازی کرده‌است.